# Campeonato colombiano 1996-97
El Campeonato colombiano 1996-97 fue la 50.ª edición de la Categoría Primera A de fútbol profesional colombiano. Este torneo es conocido por ser el único en la historia del fútbol en Colombia de 16 meses de duración,  puesto que se dio por finalizado el ciclo de otorgar un campeón anual, con la entrega del título en el mes de julio. Además de esto el torneo fue junto con el Campeonato colombiano 1957 uno de los más desorganizados que se ha hecho en Colombia, por tener cambio de normas a mitad de la competición.
El torneo comenzó el 8 de septiembre de 1996 y finalizó el 21 de diciembre de 1997.

## Cobertura por televisión
Para este torneo se terminó el contrato con los Canales regionales. Las únicas programadoras autorizadas para emitir los partidos fueron Caracol Televisión y RCN Televisión por los canales públicos Cadena Uno y Canal A.

## Sistema de juego
En mayo de 1997 Los dirigentes de la Dimayor resolvieron cambiar las reglas del torneo cuando este aun estaba en curso, igual que como hicieron con el campeonato colombiano 1957, con esta nueva regla el equipo que ganara el cuadrangular final del torneo apertura (América de Cali) no sería el campeón como estaba previamente pactado, si no que en cambio tendría un cupo asegurado para la final del año contra el campeón del torneo adecuación (Bucaramanga), y el subcampeón (Nacional) no clasificaría a la Copa Libertadores como también estaba previamente pactado.
El Campeonato colombiano se jugó en cuatro etapas en total: el Torneo Apertura (I), jugado a 32 fechas de septiembre a diciembre de 1996; el Torneo Finalización (II) de febrero a abril de 1997, y el cuadrangular final que definía el ganador del primer cupo a la final del campeonato, en junio de 1997. 
Entre julio y noviembre se jugó el Torneo Adecuación, del cual se jugaron 16 fechas todos contra todos. Luego de esta fase, había seis fechas de cuadrangulares, en las cuales los 16 equipos definían los ocho clasificados a la semifinal, con el puntaje acumulado. Los ganadores de los cuadrangulares semifinales, se enfrentaron en diciembre por el segundo cupo a la final del año. Los dos finalistas definieron el título de campeón y clasificaron a la fase de grupos de la Copa Libertadores 1998.
Entre las novedades del torneo, se implementó el sistema de desempate mediante tiros desde el punto penal en todos los partidos del campeonato a partir del Torneo Adecuación. Si al término de los 90 minutos reglamentarios el partido finalizaba empatado, los equipos debían proceder con la tanda de penaltis, y el ganador obtendría un punto adicional del conseguido por empatar.

## Equipos participantes
En esta temporada participaron un total de 17 clubes, los 16 que iniciaron en el Torneo Apertura 1996 y el ascendido en el Torneo Nivelación 1997.

### Datos de los clubes
| Equipo                 | Ciudad       | Estadio                                                   |
| ---------------------- | ------------ | --------------------------------------------------------- |
| América de Cali        | Cali         | Olímpico Pascual Guerrero                                 |
| Atlético Bucaramanga   | Bucaramanga  | Alfonso López                                             |
| Atlético Nacional      | Medellín     | Atanasio Girardot                                         |
| Cortuluá               | Tuluá        | Doce de Octubre                                           |
| Cúcuta Deportivo       | Cúcuta       | General Santander                                         |
| Deportes Quindío       | Armenia      | Centenario                                                |
| Deportes Tolima        | Ibagué       | Manuel Murillo Toro                                       |
| Deportivo Cali         | Cali         | Olímpico Pascual Guerrero                                 |
| Deportivo Pereira      | Pereira      | Hernán Ramírez Villegas                                   |
| Deportivo Unicosta     | Barranquilla | Municipal Romelio Martínez Metropolitano Roberto Meléndez |
| Envigado F. C.         | Envigado     | Polideportivo Sur                                         |
| Independiente Medellín | Medellín     | Atanasio Girardot                                         |
| Junior                 | Barranquilla | Metropolitano Roberto Meléndez                            |
| Millonarios            | Bogotá       | Nemesio Camacho El Campín                                 |
| Once Caldas            | Manizales    | Estadio Palogrande                                        |
| Santa Fe               | Bogotá       | Nemesio Camacho El Campín                                 |
| Unión Magdalena        | Santa Marta  | Eduardo Santos                                            |

### Localización
| Antioquia          | 3 | Atlético Nacional, Envigado F. C. e Independiente Medellín | Nacional Envigado F. C. DIM Millonarios Santa Fe Caldas Pereira Quindío Cortuluá América Cali Cúcuta Bucaramanga Tolima Unión Junior Unicosta |
| Valle del Cauca    | 3 | América de Cali, Cortuluá y Deportivo Cali                 | Nacional Envigado F. C. DIM Millonarios Santa Fe Caldas Pereira Quindío Cortuluá América Cali Cúcuta Bucaramanga Tolima Unión Junior Unicosta |
| Atlántico          | 2 | Junior y Deportivo Unicosta                                | Nacional Envigado F. C. DIM Millonarios Santa Fe Caldas Pereira Quindío Cortuluá América Cali Cúcuta Bucaramanga Tolima Unión Junior Unicosta |
| Bogotá, D. C.      | 2 | Millonarios y Santa Fe                                     | Nacional Envigado F. C. DIM Millonarios Santa Fe Caldas Pereira Quindío Cortuluá América Cali Cúcuta Bucaramanga Tolima Unión Junior Unicosta |
| Caldas             | 1 | Once Caldas                                                | Nacional Envigado F. C. DIM Millonarios Santa Fe Caldas Pereira Quindío Cortuluá América Cali Cúcuta Bucaramanga Tolima Unión Junior Unicosta |
| Magdalena          | 1 | Unión Magdalena                                            | Nacional Envigado F. C. DIM Millonarios Santa Fe Caldas Pereira Quindío Cortuluá América Cali Cúcuta Bucaramanga Tolima Unión Junior Unicosta |
| Norte de Santander | 1 | Cúcuta Deportivo                                           | Nacional Envigado F. C. DIM Millonarios Santa Fe Caldas Pereira Quindío Cortuluá América Cali Cúcuta Bucaramanga Tolima Unión Junior Unicosta |
| Quindío            | 1 | Deportes Quindío                                           | Nacional Envigado F. C. DIM Millonarios Santa Fe Caldas Pereira Quindío Cortuluá América Cali Cúcuta Bucaramanga Tolima Unión Junior Unicosta |
| Risaralda          | 1 | Deportivo Pereira                                          | Nacional Envigado F. C. DIM Millonarios Santa Fe Caldas Pereira Quindío Cortuluá América Cali Cúcuta Bucaramanga Tolima Unión Junior Unicosta |
| Santander          | 1 | Atlético Bucaramanga                                       | Nacional Envigado F. C. DIM Millonarios Santa Fe Caldas Pereira Quindío Cortuluá América Cali Cúcuta Bucaramanga Tolima Unión Junior Unicosta |
| Tolima             | 1 | Deportes Tolima                                            | Nacional Envigado F. C. DIM Millonarios Santa Fe Caldas Pereira Quindío Cortuluá América Cali Cúcuta Bucaramanga Tolima Unión Junior Unicosta |

## Torneos Apertura y Finalización 1996-97

### Relevo de clubes
Durante el Campeonato hubo descensos y ascensos. Al término de la fase todos contra todos de los torneos Apertura y Finalización el último clasificado descendió a la Primera B, el cual fue Cúcuta Deportivo, que le dio paso al Deportivo Unicosta que jugó el Torneo Adecuación. Al término de éste, el Deportivo Pereira, con peor puntaje de promedio, descendió a la Primera B para la temporada 1998.
| Ascendido a la Primera A                           |
| -------------------------------------------------- |
| Cúcuta Deportivo (Campeón de la Primera B 1995-96) |

| Descendido a la Primera B                                |
| -------------------------------------------------------- |
| Atlético Huila (Peor promedio acumulado en la Primera A) |

### Torneo Apertura
Se disputó bajo el sistema todos contra todos ida y vuelta, se jugaron 32 fechas entre septiembre de 1996 y febrero de 1997.
| Pos | Equipo                 | Pts | PJ | PG | PE | PP | GF | GC | Dif |
| --- | ---------------------- | --- | -- | -- | -- | -- | -- | -- | --- |
| 1.  | América de Cali        | 71  | 32 | 21 | 8  | 3  | 52 | 22 | 30  |
| 2.  | Atlético Nacional      | 59  | 32 | 16 | 11 | 5  | 48 | 22 | 26  |
| 3.  | Deportivo Cali         | 57  | 32 | 16 | 9  | 7  | 52 | 37 | 15  |
| 4.  | Junior                 | 48  | 32 | 13 | 9  | 10 | 53 | 40 | 13  |
| 5.  | Independiente Medellín | 47  | 32 | 12 | 11 | 9  | 31 | 31 | 0   |
| 6.  | Deportes Tolima        | 46  | 32 | 12 | 10 | 10 | 46 | 43 | 3   |
| 7.  | Santa Fe               | 44  | 32 | 11 | 11 | 10 | 34 | 31 | 3   |
| 8.  | Once Caldas            | 43  | 32 | 11 | 10 | 11 | 46 | 33 | 13  |
| 9.  | Envigado F. C.         | 42  | 32 | 10 | 12 | 10 | 41 | 37 | 4   |
| 10. | Atlético Bucaramanga   | 42  | 32 | 10 | 12 | 10 | 37 | 39 | -2  |
| 11. | Unión Magdalena        | 40  | 32 | 11 | 7  | 15 | 35 | 46 | -11 |
| 12. | Cortuluá               | 37  | 32 | 7  | 16 | 9  | 29 | 34 | -5  |
| 13. | Millonarios            | 28  | 32 | 6  | 10 | 16 | 30 | 41 | -11 |
| 14. | Deportivo Pereira      | 28  | 32 | 5  | 13 | 14 | 39 | 55 | -16 |
| 15. | Deportes Quindío       | 28  | 32 | 5  | 13 | 14 | 34 | 62 | -28 |
| 16. | Cúcuta Deportivo       | 22  | 32 | 4  | 10 | 18 | 27 | 61 | -34 |

### Resultados
| Local \ Visitante | AME | BUC | CAL | COR | CUC | ENV | JUN | MAG | DIM | MIL | NAC | ONC | PER | QUI | SFE | TOL | CLR |
| ----------------- | --- | --- | --- | --- | --- | --- | --- | --- | --- | --- | --- | --- | --- | --- | --- | --- | --- |
| América           | —   | 2–0 | 1–1 | 2–1 | 3–0 | 1–1 | 2–0 | 3–0 | 5–0 | 1–0 | 3–2 | 2–1 | 2–1 | 2–0 | 1–0 | 0–0 | 1–3 |
| Bucaramanga       | 1–1 | —   | 1–0 | 2–1 | 3–1 | 3–1 | 2–2 | 0–1 | 0–0 | 1–1 | 1–0 | 0–1 | 3–1 | 1–1 | 1–0 | 1–5 | 1–0 |
| Dep. Cali         | 0–1 | 2–2 | —   | 3–0 | 2–1 | 2–1 | 2–0 | 2–1 | 4–2 | 2–1 | 0–3 | 2–1 | 3–0 | 2–0 | 1–0 | 1–0 | 2–1 |
| Cortuluá          | 0–2 | 1–1 | 0–0 | —   | 2–0 | 2–2 | 1–1 | 2–1 | 0–0 | 1–0 | 0–0 | 1–1 | 2–2 | 2–2 | 0–1 | 1–0 | 2–2 |
| Cúcuta Dep.       | 0–2 | 1–2 | 2–1 | 1–2 | —   | 0–1 | 0–0 | 2–0 | 0–0 | 2–0 | 1–3 | 1–2 | 2–2 | 1–1 | 2–2 | 0–2 | 2–1 |
| Envigado F.C      | 1–2 | 3–2 | 2–2 | 0–0 | 3–0 | —   | 1–2 | 1–0 | 1–1 | 2–1 | 1–0 | 0–0 | 2–2 | 0–0 | 1–0 | 3–0 | 4–2 |
| Atl. Junior       | 0–1 | 1–0 | 5–3 | 1–1 | 4–1 | 1–1 | —   | 1–1 | 1–0 | 3–0 | 0–1 | 3–1 | 4–1 | 7–1 | 4–1 | 2–2 | 1–0 |
| U. Magdalena      | 2–2 | 2–1 | 2–0 | 1–1 | 0–0 | 1–0 | 3–0 | —   | 1–2 | 2–1 | 1–1 | 1–1 | 2–1 | 3–1 | 1–1 | 3–1 | 1–0 |
| Ind. Medellín     | 0–1 | 0–0 | 0–1 | 1–1 | 0–0 | 1–0 | 3–3 | 2–0 | —   | 1–0 | 0–0 | 2–1 | 2–0 | 1–0 | 1–1 | 1–3 | 0–0 |
| Millonarios       | 2–1 | 0–0 | 1–1 | 1–2 | 3–0 | 0–0 | 2–3 | 3–0 | 0–1 | —   | 0–0 | 0–0 | 4–3 | 2–1 | 2–1 | 0–0 | 0–1 |
| Atl. Nacional     | 1–1 | 0–0 | 1–1 | 1–1 | 3–0 | 2–2 | 2–1 | 1–0 | 1–0 | 2–0 | —   | 0–0 | 2–0 | 3–1 | 3–0 | 1–2 | 0–2 |
| Once Caldas       | 1–2 | 3–1 | 1–1 | 1–0 | 7–0 | 2–0 | 1–0 | 3–0 | 1–2 | 3–1 | 1–3 | —   | 1–2 | 3–0 | 1–1 | 3–0 | 0–0 |
| Dep. Pereira      | 0–1 | 4–2 | 0–0 | 1–1 | 3–3 | 1–3 | 0–1 | 1–2 | 2–3 | 1–1 | 1–3 | 1–1 | —   | 2–0 | 0–0 | 1–1 | 3–2 |
| Dep. Quindío      | 1–1 | 1–1 | 2–6 | 1–0 | 2–2 | 0–0 | 2–2 | 3–2 | 1–0 | 3–2 | 0–4 | 2–1 | 2–2 | —   | 0–2 | 2–3 | 0–1 |
| Ind. Santa Fe     | 0–0 | 0–2 | 3–1 | 2–0 | 3–1 | 3–2 | 1–0 | 4–0 | 0–1 | 1–1 | 1–2 | 1–1 | 0–0 | 0–0 | —   | 1–1 | 1–0 |
| Dep. Tolima       | 1–2 | 1–1 | 1–1 | 1–0 | 1–1 | 1–0 | 2–0 | 4–1 | 3–2 | 1–1 | 1–3 | 1–0 | 0–1 | 2–2 | 1–2 | —   | 3–2 |
| Clásico Regional  | 2–1 | 2–1 | 1–3 | 0–1 | 1–0 | 3–2 | 1–0 | 1–0 | 0–2 | 1–0 | 0–0 | 3–2 | 0–0 | 2–2 | 0–1 | 4–2 | —   |

### Torneo Finalización
Se dividió en dos grupos de 8 clubes cada uno: A y B, disputándose partidos de ida y vuelta. Se jugaron 14 fechas entre febrero y abril de 1997.

#### Grupo A
```
1. Unión Magdalena	       29
2. América de Cali	       26
3. Deportivo Cali	       25
4. Independiente Medellín      23
5. Deportes Quindío	       20
6. Independiente Santa Fe      12
7. Envigado FC	               12
8. Millonarios	                9
```

### Resultados
| Local \ Visitante | AME | CAL | ENV | MAG | DIM | MIL | QUI | SFE |
| ----------------- | --- | --- | --- | --- | --- | --- | --- | --- |
| América           | —   | 0–0 | 2–1 | 1–1 | 0–2 | 1–0 | 2–1 | 2–0 |
| Dep. Cali         | 1–2 | —   | 2–1 | 3–1 | 1–1 | 2–0 | 3–1 | 3–2 |
| Envigado F.C      | 1–2 | 1–1 | —   | 2–0 | 1–1 | 1–0 | 0–1 | 2–0 |
| U. Magdalena      | 3–1 | 2–1 | 1–0 | —   | 1–0 | 2–1 | 2–1 | 2–1 |
| Ind. Medellín     | 1–2 | 1–1 | 2–1 | 0–2 | —   | 2–0 | 2–1 | 1–0 |
| Millonarios       | 2–1 | 2–3 | 2–0 | 1–1 | 1–1 | —   | 1–2 | 1–2 |
| Dep. Quindío      | 2–0 | 2–1 | 2–2 | 3–1 | 2–4 | 4–2 | —   | 0–0 |
| Ind. Santa Fe     | 0–2 | 1–3 | 2–1 | 0–1 | 0–0 | 2–2 | 3–1 | —   |

#### Grupo B
```
1. Atlético Nacional	       27
2. Cortuluá	               26
3. Deportes Tolima	       24
4. Atlético Bucaramanga        22
5. Atlético Junior	       17
6. Once Caldas	               17
7. Deportivo Pereira	       12
8 .Cúcuta Deportivo	        9
```

### Resultados
| Local \ Visitante | BUC | COR | CUC | JUN | NAC | ONC | PER | TOL |
| ----------------- | --- | --- | --- | --- | --- | --- | --- | --- |
| Bucaramanga       | —   | 4–1 | 3–1 | 3–1 | 1–2 | 3–1 | 2–1 | 1–1 |
| Cortuluá          | 3–0 | —   | 3–2 | 2–1 | 0–1 | 1–1 | 2–1 | 0–0 |
| Cúcuta Dep.       | 1–2 | 0–2 | —   | 0–0 | 1–1 | 0–0 | 2–1 | 1–1 |
| Atl. Junior       | 1–0 | 0–2 | 2–1 | —   | 1–2 | 2–1 | 1–0 | 2–0 |
| Atl. Nacional     | 3–1 | 0–1 | 3–0 | 3–0 | —   | 2–1 | 4–3 | 1–1 |
| Once Caldas       | 1–2 | 0–1 | 0–0 | 2–0 | 1–0 | —   | 7–3 | 1–0 |
| Dep. Pereira      | 1–0 | 3–2 | 0–0 | 2–1 | 2–2 | 0–0 | —   | 1–2 |
| Dep. Tolima       | 2–0 | 2–1 | 1–0 | 0–0 | 2–1 | 1–1 | 2–1 | —   |

### Reclasificación
En la tabla de reclasificación se resumen todos los partidos jugados por los 16 equipos entre los meses de septiembre de 1996 y febrero de 1997 en los torneos Apertura y Finalización. Al club América de Cali se le otorgó 2 puntos de bonificación, Atlético Nacional 1, Deportivo Cali 0,5 y Junior 0,25 puntos.  
| Pos | Equipo                 | Pts   | PJ | PG | PE | PP | GF | GC | Dif |
| --- | ---------------------- | ----- | -- | -- | -- | -- | -- | -- | --- |
| 1.  | América de Cali        | 99    | 46 | 29 | 10 | 7  | 70 | 37 | 33  |
| 2.  | Atlético Nacional      | 87    | 46 | 24 | 14 | 8  | 73 | 37 | 36  |
| 3.  | Deportivo Cali         | 82.5  | 46 | 23 | 13 | 10 | 77 | 54 | 23  |
| 4.  | Deportes Tolima        | 70    | 46 | 18 | 16 | 12 | 61 | 54 | 7   |
| 5.  | Independiente Medellín | 70    | 46 | 18 | 16 | 12 | 49 | 44 | 5   |
| 6.  | Unión Magdalena        | 69    | 46 | 20 | 9  | 17 | 55 | 61 | -6  |
| 7.  | Junior                 | 65.25 | 46 | 18 | 11 | 17 | 65 | 58 | 7   |
| 8.  | Atlético Bucaramanga   | 64    | 46 | 17 | 13 | 16 | 59 | 59 | 0   |
| 9.  | Cortuluá               | 63    | 46 | 15 | 18 | 13 | 50 | 49 | 1   |
| 10. | Once Caldas            | 60    | 46 | 15 | 15 | 16 | 63 | 48 | 15  |
| 11. | Independiente Santa Fe | 56    | 46 | 14 | 14 | 18 | 47 | 52 | -5  |
| 12. | Envigado F. C.         | 54    | 46 | 13 | 15 | 18 | 55 | 55 | 0   |
| 13. | Deportes Quindío       | 48    | 46 | 11 | 15 | 20 | 57 | 85 | -28 |
| 14. | Deportivo Pereira      | 40    | 46 | 8  | 16 | 22 | 58 | 82 | -24 |
| 15. | Millonarios            | 37    | 46 | 8  | 13 | 25 | 45 | 65 | -20 |
| 16. | Cúcuta Deportivo       | 31    | 46 | 5  | 16 | 25 | 36 | 80 | -44 |

 Pts=Puntos; PJ=Partidos jugados; PE=Partidos empatados; P=Partidos perdidos; GF=Goles a favor; GC=Goles en contra; DIF=Diferencia de gol
|  | Clasificado para el cuadrangular final.                          |
|  | Eliminado.                                                       |
|  | Descendido a la Categoría Primera B por peor promedio acumulado. |

### Cuadrangular final
| Pos | Equipo            | Bon  | Pts | PJ | PG | PE | PP | GF | GC | Dif |
| --- | ----------------- | ---- | --- | -- | -- | -- | -- | -- | -- | --- |
| 1.  | América de Cali   | 1,00 | 10  | 6  | 2  | 3  | 1  | 9  | 4  | 5   |
| 2.  | Atlético Nacional | 0    | 9   | 6  | 3  | 0  | 3  | 8  | 11 | -3  |
| 3.  | Deportes Tolima   | 0    | 9   | 6  | 2  | 3  | 1  | 6  | 3  | 3   |
| 4.  | Deportivo Cali    | 0    | 5   | 6  | 1  | 2  | 3  | 5  | 10 | -5  |

 Bon=Puntaje de bonificación; Pts=Puntos; PJ=Partidos jugados; PE=Partidos empatados; P=Partidos perdidos; GF=Goles a favor; GC=Goles en contra; DIF=Diferencia de gol
|  | Clasificado a la final del campeonato y a la Copa Conmebol 1997. |
|  | Clasificado a la Copa Conmebol 1997.                             |

### Resultados
| Local \ Visitante | AME | CAL | NAC | TOL |
| ----------------- | --- | --- | --- | --- |
| América           | —   | 1–1 | 4–0 | 0–0 |
| Dep. Cali         | 0–3 | —   | 2–1 | 0–0 |
| Atl. Nacional     | 3–1 | 2–1 | —   | 1–3 |
| Dep. Tolima       | 0–0 | 3–1 | 0–1 | —   |

### Cambios de categoría a mitad de temporada
| Descendido a la Primera B | Ascendido a la Primera A |
| ------------------------- | ------------------------ |
| Cúcuta Deportivo          | Deportivo Unicosta       |

## Torneo Adecuación 1997
La realización del Torneo Adecuación 1997 fue aprobada por la asamblea de clubes de Dimayor para normalizar nuevamente el campeonato a un año calendario, siendo otra etapa del campeonato 1996-97 disputada de julio a diciembre de 1997.

### Relevo de clubes
| Ascendido a la Primera A                             |
| ---------------------------------------------------- |
| Deportivo Unicosta (Campeón de la Primera B 1996-97) |

| Descendido a la Primera B                                  |
| ---------------------------------------------------------- |
| Cúcuta Deportivo (Peor promedio acumulado en la Primera A) |

### Cuadrangulares semifinales
Los cuadrangulares semifinales fue la instancia con que acabó la primera fase del Torneo Adecuación. Las tablas se distribuyen por los grupos y los equipos que se enfrentaron entre sí en las últimas seis jornadas. Los clasificados fueron los ocho primeros de la tabla general.

#### Grupo A
| Pos | Recla | Equipo                 | Bon  | Pts   | PJ | PG | DPG | DPP | PP | GF | GC | Dif |
| --- | ----- | ---------------------- | ---- | ----- | -- | -- | --- | --- | -- | -- | -- | --- |
| 1.  | 1.    | Deportivo Cali         | 1    | 47    | 22 | 12 | 5   | 0   | 5  | 39 | 26 | 13  |
| 2.  | 4.    | Atlético Bucaramanga   | 0,75 | 37,75 | 22 | 10 | 1   | 5   | 6  | 35 | 28 | 7   |
| 3.  | 12.   | Independiente Santa Fe | 0    | 30    | 22 | 6  | 3   | 6   | 7  | 27 | 31 | -4  |
| 4.  | 16.   | Independiente Medellín | 0    | 17    | 22 | 3  | 2   | 4   | 13 | 26 | 39 | -13 |

#### Grupo B
| Pos | Recla | Equipo             | Bon  | Pts   | PJ | PG | DPG | DPP | PP | GF | GC | Dif |
| --- | ----- | ------------------ | ---- | ----- | -- | -- | --- | --- | -- | -- | -- | --- |
| 1.  | 2.    | Millonarios        | 0,75 | 44,75 | 22 | 11 | 5   | 1   | 4  | 34 | 22 | 12  |
| 2.  | 9.    | América de Cali    | 0    | 33    | 22 | 8  | 2   | 5   | 7  | 31 | 28 | 3   |
| 3.  | 11.   | Deportes Tolima    | 0,50 | 32,50 | 22 | 5  | 7   | 3   | 7  | 18 | 25 | -7  |
| 4.  | 15.   | Deportivo Unicosta | 0    | 23    | 22 | 4  | 5   | 1   | 12 | 24 | 39 | -15 |

#### Grupo C
| Pos | Recla | Equipo            | Bon  | Pts   | PJ | PG | DPG | DPP | PP | GF | GC | Dif |
| --- | ----- | ----------------- | ---- | ----- | -- | -- | --- | --- | -- | -- | -- | --- |
| 1.  | 3.    | Atlético Nacional | 0,25 | 38,25 | 22 | 11 | 1   | 3   | 7  | 37 | 29 | 8   |
| 2.  | 6.    | Once Caldas       | 0    | 37    | 22 | 6  | 7   | 5   | 4  | 31 | 29 | 2   |
| 3.  | 7.    | Deportes Quindío  | 1    | 35    | 22 | 9  | 1   | 5   | 7  | 29 | 27 | 2   |
| 4.  | 14.   | Deportivo Pereira | 0    | 23    | 22 | 5  | 2   | 4   | 11 | 25 | 35 | -10 |

#### Grupo D
| Pos | Recla | Equipo          | Bon  | Pts   | PJ | PG | DPG | DPP | PP | GF | GC | Dif |
| --- | ----- | --------------- | ---- | ----- | -- | -- | --- | --- | -- | -- | -- | --- |
| 1.  | 5.    | Junior          | 0,25 | 37,25 | 22 | 10 | 2   | 3   | 7  | 32 | 26 | 6   |
| 2.  | 8.    | Cortuluá        | 0    | 35    | 22 | 7  | 5   | 4   | 6  | 25 | 25 | 0   |
| 3.  | 10.   | Unión Magdalena | 0,50 | 32,50 | 22 | 9  | 1   | 3   | 9  | 33 | 31 | 2   |
| 4.  | 13.   | Envigado F. C.  | 0    | 30    | 22 | 5  | 6   | 3   | 8  | 18 | 24 | -6  |

 Pos=Posición en el cuadrangular; Recla=Posición en la tabla general; Bon=Puntaje de bonificación; Pts=Puntos; PJ=Partidos jugados; DPG=Desempate por penales ganado; DPP=Desempate por penales perdido; P=Partidos perdidos; GF=Goles a favor; GC=Goles en contra; DIF=Diferencia de gol
|  | Clasificado para los cuadrangulares finales.                                 |
|  | Eliminado.                                                                   |
|  | Eliminado y descendido a la Categoría Primera B por peor promedio acumulado. |

### Cuadrangulares semifinales

#### Grupo A
| Pos | Equipo            | Pts | PJ | PG | DPG | DPP | PP | GF | GC | Dif |
| --- | ----------------- | --- | -- | -- | --- | --- | -- | -- | -- | --- |
| 1.  | Deportes Quindío  | 12  | 6  | 3  | 1   | 1   | 1  | 8  | 5  | 3   |
| 2.  | Once Caldas       | 10  | 6  | 3  | 0   | 1   | 2  | 7  | 6  | 1   |
| 3.  | Atlético Nacional | 8   | 6  | 2  | 1   | 0   | 3  | 6  | 8  | -2  |
| 4.  | Deportivo Cali    | 6   | 6  | 2  | 0   | 0   | 4  | 9  | 11 | -2  |

#### Grupo B
| Pos | Equipo               | Pts | PJ | PG | DPG | DPP | PP | GF | GC | Dif |
| --- | -------------------- | --- | -- | -- | --- | --- | -- | -- | -- | --- |
| 1.  | Atlético Bucaramanga | 13  | 6  | 2  | 3   | 1   | 0  | 9  | 3  | 6   |
| 2.  | Millonarios          | 13  | 6  | 2  | 3   | 1   | 0  | 9  | 5  | 4   |
| 3.  | Cortuluá             | 5   | 6  | 0  | 1   | 3   | 2  | 6  | 10 | -4  |
| 4.  | Junior               | 5   | 6  | 1  | 0   | 2   | 3  | 5  | 11 | -6  |

 Pts=Puntos; PJ=Partidos jugados; DPG=Desempate por penales ganado; DPP=Desempate por penales perdido; P=Partidos perdidos; GF=Goles a favor; GC=Goles en contra; DIF=Diferencia de gol
|  | Clasificado a la final del Torneo Adecuación. |

### Tercer puesto del Torneo Adecuación y cupo a Copa Conmebol
| Fecha | Ciudad    | Equipo local | Resultado | Equipo visitante |
| --- | --------- | ------------ | --------- | ---------------- |
| 10 de diciembre | Bogotá    | Millonarios  | 2 - 1     | Once Caldas      |
| 13 de diciembre | Manizales | Once Caldas  | 3 - 0     | Millonarios      |
| Millonarios gana el tercer puesto y el cupo a la Copa Conmebol por su 0,75 de bonificación, ante la igualdad de puntos en los dos juegos. * |           |              |           |                  |

- Posteriormente en 1998, Millonarios terminó cediendo ese cupo a la Copa Conmebol al Once Caldas, al ser invitado por la Conmebol a participar de la Copa Merconorte 1998 y ante la imposibilidad por el reglamento de jugar los dos torneos.

### Final del Torneo Adecuación 1997
| Fecha | Ciudad      | Equipo local         | Resultado | Equipo visitante     |
| --- | ----------- | -------------------- | --------- | -------------------- |
| 10 de diciembre | Bucaramanga | Atlético Bucaramanga | 2 - 1     | Deportes Quindío     |
| 14 de diciembre | Armenia     | Deportes Quindío     | 1 - 1     | Atlético Bucaramanga |
| Atlético Bucaramanga clasifica a la final del campeonato con el marcador global de 3-2. También clasifica a la Copa Libertadores 1998. Deportes Quindío clasifica a la Copa Conmebol 1998. |             |                      |           |                      |

## Gran Final
| Fecha                                                                                | Ciudad      | Equipo local         | Resultado | Equipo visitante     |
| ------------------------------------------------------------------------------------ | ----------- | -------------------- | --------- | -------------------- |
| 17 de diciembre                                                                      | Bucaramanga | Atlético Bucaramanga | 0 - 1     | América de Cali      |
| 21 de diciembre                                                                      | Cali        | América de Cali      | 2 - 0     | Atlético Bucaramanga |
| América de Cali es el campeón de la temporada 1996-97 con el marcador global de 3-0. |             |                      |           |                      |

|                                    |
| Bandera de Colombia                |
| Campeón América de Cali 9.º título |

## Goleadores
| Jugador               | Equipo            | Goles |
| --------------------- | ----------------- | ----- |
| Hamilton Ricard       | Deportivo Cali    | 36    |
| Arnulfo Valentierra   | Once Caldas       | 33    |
| Jorge Ramírez Quesada | Deportes Tolima   | 27    |
| Carlos Rodas          | Deportivo Pereira | 26    |
| Edison Mafla          | Deportivo Cali    | 25    |
| Sergio Galván         | Once Caldas       | 23    |

## Clasificación a torneos internacionales
| Clasificado como | Copa Libertadores 1998 | Copa Merconorte 1998 | Copa Conmebol 1997 | Copa Conmebol 1998 |
| ---------------- | ---------------------- | -------------------- | ------------------ | ------------------ |
| Colombia 1       | América de Cali        | América de Cali      | América de Cali    | Once Caldas        |
| Colombia 2       | Atlético Bucaramanga   | Atlético Nacional    | Deportes Tolima    | Deportes Quindío   |
| Colombia 3       |                        | Deportivo Cali       |                    |                    |
| Colombia 4       |                        | Millonarios          |                    |                    |

## Cambios de categoría a final de temporada
| Descendido a la Primera B | Ascendido a la Primera A |
| ------------------------- | ------------------------ |
| Deportivo Pereira         | Atlético Huila           |